# Lamen
Lamen (englisch Lamen Island) ist eine kleine Insel im Norden der Provinz Shefa des Inselstaats Vanuatu im Korallenmeer.
Die flache Insel liegt nahe der Nordwestküste von Épi, ist üppig bewaldet und von einem dichten Korallenriff umgeben. 2015 hatte Lamen 459 Einwohner, die in 93 Haushalten lebten.